# Jaime Lazcano
Jaime Lazcano Escolá (Pamplona, Navarra; 30 de diciembre de 1909-Madrid; 1 de junio de 1983) fue un futbolista español y delantero histórico del Real Madrid C. F., del cual llegó a liderar su registro de máximo goleador con 82 goles hasta que fue superado por Luis Regueiro. Ambos, junto a Manuel Olivares y Gaspar Rubio, conformaron una de las más eficaces y realizadoras delanteras del conjunto madrileño de la preguerra, merced a las cuales el club logró sus primeros dos Campeonatos de Liga, y otros tantos del Campeonato de España de Copa tras diecisiete años de sequía.
Fue internacional absoluto con la selección española en cinco ocasiones en las que anotó un gol, y tras su retirada fue presidente de la Federación Española de Pelota, deporte que practicaba en su juventud.
Licenciado en medicina, su hijo, del mismo nombre, se dedicó también a la sanidad y al automovilismo, disputando carreras en el circuito del Jarama y llegó a proclamarse vencedor de varios certámenes.

## Biografía

### Inicios en su Pamplona natal
El navarro fue una persona inquieta tanto en lo deportivo, como en lo intelectual. Cursó la carrera de medicina mientras jugaba al fútbol y fundó la Institución Colegio Apóstol de Santiago, vivero de grandes deportistas. Desde niño mostró sus aptitudes tanto para la práctica deportiva como para la escritura.
Se inició en las inferiores del Club Atlético Osasuna, club con el que debutó oficialmente a los quince años en un encuentro ante el Arenas de Guecho pese a estar afincado en Zaragoza, donde estudiaba. Tres años en el club pamplonica bastaron para suscitar el interés de grandes clubes, recalando finalmente en el Real Madrid Club de Fútbol el verano de 1928. Su llegada coincidió con la publicación de su primera obra de teatro, El astrágalo, que compaginó con su actividad deportiva en el futuro y estrenaba anualmente una obra en el teatro Carlos III de El Escorial, coincidiendo con las fiestas locales.

### Sus años dorados en el Real Madrid
Fue un rápido extremo de preciso remate que deseaba ser delantero centro, motivo de un acierto goleador que le llevó a ser el primer goleador en el Campeonato Nacional de Liga del club madridista. Considerado un revolucionario con sus movimientos de la posición de extremo, anotó cuatro tantos ante el Club Deportivo Europa en el 5-0 final que permitió al equipo situarse como el primer líder de la competición. Tras perder finalmente el título en la última jornada, el club ganó el campeonato en las temporadas 1931-32 y 1932-33. Asimismo disputó cuatro finales del Campeonato de España en las que logró un título, en 1934 siendo el autor del 1-1 y que permitió al equipo vencer por 2-1 final al Valencia Football Club.
Abandonó el Real Madrid en 1935, algo que dolió mucho a Santiago Bernabéu, que lo tenía por un hijo, y siendo el máximo goleador histórico del club con un total de 82 goles en 147 partidos.

### Retiro y carrera internacional
Tras su etapa en Madrid recaló en Salamanca, mientras concluía la carrera de medicina. Una vez finalizados regresó a Madrid, donde abrió una clínica y también disputó partidos con el Athletic de Madrid. Jugó cinco partidos con la selección, debutando en 1929 contra Portugal. Su triunfo más recordado fue la victoria ante Inglaterra en el Stadium de Madrid. Los ingleses llegaban imbatidos y España preparó el choque a conciencia. La victoria española fue por cuatro goles a tres y Lazcano marcó un tanto. El pamplonica llegó a ser seleccionador, formando tripleta con José Luis Costa y Ramón Gabilondo entre 1959 y 1960.

## Estadísticas

### Clubes
Datos actualizados a fin de carrera deportiva.
En 1935 se trasladó a Salamanca para finalizar sus estudios de medicina, y se dice que llegó a formar parte de la Unión Deportiva Salamanca unos cuantos partidos, pese a que no existen registros oficiales de su paso por el equipo, más allá del fichaje, que sí se produjo.
| C. A. Osasuna | 1925-26             | 1.ª C.              | Inexistente | Inexistente | -  | -  | 0+  | 0+  | 0+   | 0+  | 0    |
| C. A. Osasuna | 1926-27             | 1.ª C.              | Inexistente | Inexistente | -  | -  | 2+  | 0+  | 2+   | 0+  | 0    |
| C. A. Osasuna | 1927-28             | 1.ª C.              | Inexistente | Inexistente | -  | -  | 6   | 1   | 6    | 1   | 0.17 |
| Total C. A. Osasuna | Total C. A. Osasuna | Total C. A. Osasuna | 0           | 0           | 0  | 0  | 8+  | 1+  | 8+   | 1+  | 0.13 |
| Real Madrid F. C. | 1928-29             | 1.ª                 | 17          | 11          | 9  | 6  | 7   | 4   | 33   | 21  | 0.64 |
| Real Madrid F. C. | 1929-30             | 1.ª                 | 11          | 8           | 9  | 5  | -   | -   | 20   | 13  | 0.65 |
| Real Madrid F. C. | 1930-31             | 1.ª                 | 13          | 5           | -  | -  | 8   | 8   | 21   | 13  | 0.62 |
| Madrid F. C. | 1931-32             | 1.ª                 | 13          | 5           | 1  | -  | 8   | 2   | 22   | 7   | 0.32 |
| Madrid F. C. | 1932-33             | 1.ª                 | 4           | 2           | 9  | 10 | 2   | 1   | 15   | 13  | 0.87 |
| Madrid F. C. | 1933-34             | 1.ª                 | 10          | 3           | 6  | 2  | -   | -   | 16   | 5   | 0.31 |
| Madrid F. C. | 1934-35             | 1.ª                 | 13          | 6           | -  | -  | 7   | 4   | 20   | 10  | 0.50 |
| Total Madrid F. C. | Total Madrid F. C.  | Total Madrid F. C.  | 81          | 40          | 34 | 23 | 32  | 19  | 147  | 82  | 0.56 |
| U. D. Salamanca | 1935-36             | 4.ª                 | -           | -           | -  | -  | -   | -   | 0    | 0   | 0    |
| Athletic de Madrid | 1935-36             | 1.ª                 | 11          | -           | 1  | -  | -   | -   | 12   | 0   | 0    |
| Total carrera | Total carrera       | Total carrera       | 92          | 40          | 35 | 23 | 40+ | 20+ | 167+ | 83+ | 0.50 |
| (1) No existía el Campeonato de Liga (1925-28). Club de 1.ª categoría por la Federación Guipuzcoana de Football. (2) Incluye datos de la Copa de España (1928-36). (3) Incluye datos del Campeonato Regional de Guipúzcoa, (1925-28); Campeonato Regional Centro (1928-35). (4) No incluye goles en partidos amistosos. |                     |                     |             |             |    |    |     |     |      |     |      |

## Palmarés
| Título              | Club              | Año  |
| ------------------- | ----------------- | ---- |
| Campeonato Regional | Real Madrid F. C. | 1929 |
| Campeonato Regional | Real Madrid F. C. | 1930 |
| Campeonato Regional | Madrid F. C.      | 1931 |
| Mancomunado         | Madrid F. C.      | 1932 |
| Campeonato de Liga  | Madrid F. C.      | 1932 |
| Mancomunado         | Madrid F. C.      | 1933 |
| Campeonato de Liga  | Madrid F. C.      | 1933 |
| Mancomunado         | Madrid F. C.      | 1934 |
| Copa                | Madrid F. C.      | 1934 |
| Mancomunado         | Madrid F. C.      | 1935 |